# Tour de France 1939
Tour de France 1939 byl 33. ročník tohoto závodu. Konal se ve dnech 10. července – 30. července 1939. Trať závodu měřila 4 224 km a byla rozdělena do 18. etap. Vítězem se stal belgický cyklista Sylvère Maes. Jednalo se poslední ročník před druhou světovou válkou, která tento závod na dalších 7 let přerušila.

## Seznam etap
| Etapa | Datum  | Trasa                          | Vzdálenost          | Typ etapy           | Typ etapy           | Vítěz etapy               |
| ----- | ------ | ------------------------------ | ------------------- | ------------------- | ------------------- | ------------------------- |
| 1     | 10. 7. | Paříž – Caen                   | 215 km (134 mi)     |                     | Rovinatá etapa      | Amédée Fournier (FRA)     |
| 2a    | 11. 7. | Caen – Vire                    | 64 km (40 mi)       |                     | Časovka jednotlivců | Romain Maes (BEL)         |
| 2b    | 11. 7. | Vire – Rennes                  | 119 km (74 mi)      |                     | Rovinatá etapa      | Éloi Tassin (FRA)         |
| 3     | 12. 7. | Rennes – Brest                 | 244 km (152 mi)     |                     | Rovinatá etapa      | Pierre Cloarec (FRA)      |
| 4     | 13. 7. | Brest – Lorient                | 174 km (108 mi)     |                     | Rovinatá etapa      | Raymond Louviot (FRA)     |
| 5     | 14. 7. | Lorien] – Nantes               | 207 km (129 mi)     |                     | Rovinatá etapa      | Amédée Fournier (FRA)     |
| 6a    | 15. 7. | Nantes – La Rochelle           | 144 km (89 mi)      |                     | Rovinatá etapa      | Lucien Storme (BEL)       |
| 6b    | 15. 7. | La Rochelle – Royan            | 107 km (66 mi)      |                     | Rovinatá etapa      | Edmond Pagès (FRA)        |
| 7     | 17. 7. | Royan – Bordeaux               | 198 km (123 mi)     |                     | Rovinatá etapa      | Raymond Passat (FRA)      |
| 8a    | 18. 7. | Bordeaux – Salies-de-Béarn     | 210 km (130 mi)     |                     | Rovinatá etapa      | Marcel Kint (BEL)         |
| 8b    | 18. 7. | Salies-de-Béarn – Pau          | 69 km (43 mi)       |                     | Časovka jednotlivců | Karl Litschi (SUI)        |
| 9     | 19. 7. | Pau – Toulouse                 | 311 km (193 mi)     |                     | Horská etapa        | Edward Vissers (BEL)      |
| 10a   | 21. 7. | Toulouse – Narbonne            | 149 km (93 mi)      |                     | Rovinatá etapa      | Pierre Jaminet (FRA)      |
| 10b   | 21. 7. | Narbonne – Béziers             | 27 km (17 mi)       |                     | Časovka jednotlivců | Maurice Archambaud (FRA)  |
| 10c   | 21. 7. | Béziers – Montpellier          | 70 km (43 mi)       |                     | Rovinatá etapa      | Maurice Archambaud (FRA)  |
| 11    | 22. 7. | Montpellier – Marseille        | 212 km (132 mi)     |                     | Rovinatá etapa      | Fabien Galateau (FRA)     |
| 12a   | 23. 7. | Marseille – Saint-Raphaël      | 157 km (98 mi)      |                     | Rovinatá etapa      | François Neuens (LUX)     |
| 12b   | 23. 7. | Saint-Raphaël – Monako         | 122 km (76 mi)      |                     | Rovinatá etapa      | Maurice Archambaud (FRA)  |
| 13    | 24. 7. | Monako – Monako                | 101 km (63 mi)      |                     | Horská etapa        | Pierre Gallien (FRA)      |
| 14    | 25. 7. | Monako – Digne                 | 175 km (109 mi)     |                     | Rovinatá etapa      | Pierre Cloarec (FRA)      |
| 15    | 26. 7. | Digne – Briançon               | 219 km (136 mi)     |                     | Horská etapa        | Sylvère Maes (BEL)        |
| 16a   | 27. 7. | Briançon – Briançon            | 126 km (78 mi)      |                     | Horská etapa        | Pierre Jaminet (FRA)      |
| 16b   | 27. 7. | Bonneval – Bourg-Saint-Maurice | 64 km (40 mi)       |                     | Horská časovka      | Sylvère Maes (BEL)        |
| 16c   | 27. 7. | Bourg-Saint-Maurice – Annecy   | 104 km (65 mi)      |                     | Rovinatá etapa      | Antoon van Schendel (NED) |
| 17a   | 29. 7. | Annecy – Dôle                  | 226 km (140 mi)     |                     | Horská etapa        | François Neuens (LUX)     |
| 17b   | 29. 7. | Dôle – Dijon                   | 59 km (37 mi)       |                     | Časovka jednotlivců | Maurice Archambaud (FRA)  |
| 18a   | 30. 7. | Dijon – Troyes                 | 151 km (94 mi)      |                     | Rovinatá etapa      | René Le Grevès (FRA)      |
| 18b   | 30. 7. | Troyes – Paříž                 | 201 km (125 mi)     |                     | Rovinatá etapa      | Marcel Kint (BEL)         |
|       | Celkem | Celkem                         | 4 224 km (2 625 mi) | 4 224 km (2 625 mi) | 4 224 km (2 625 mi) | 4 224 km (2 625 mi)       |

## Pořadí
| Pořadí | Závodník                   | Tým         | Čas       |
| ------ | -------------------------- | ----------- | --------- |
| 1      | Sylvère Maes (BEL)         | Belgie      | 132:03:17 |
| 2      | René Vietto (FRA)          | South-East  | + 30:38   |
| 3      | Lucien Vlaemynck (BEL)     | Belgie B    | + 32:08   |
| 4      | Mathias Clemens (LUX)      | Lucembursko | + 36:09   |
| 5      | Edward Vissers (BEL)       | Belgie      | + 38:05   |
| 6      | Sylvain Marcaillou (FRA)   | Francie     | + 45:16   |
| 7      | Albertin Disseaux (BEL)    | Belgie B    | + 46:54   |
| 8      | Jan Lambrichs (NED)        | Nizozemsko  | + 48:01   |
| 9      | Albert Ritserveldt (BEL)   | Belgie B    | + 48:27   |
| 10     | Cyriel Vanoverberghe (BEL) | Belgie B    | + 49:44   |